# سدید
سدید، روستایی است از توابع بخش مرکزی شهرستان سبزوار استان خراسان رضوی ایران.

## جمعیت
این روستا در دهستان قصبه شرقی قرار داشته و بر اساس سرشماری سال ۱۳90 جمعیت 220 نفر (55 خانوار)
بوده است.